# Jan Jakub Paleolog
Jan Jakub Paleolog (ur. 23 marca 1395, zm. 12 marca 1445) – markiz Montferratu w latach 1418-1445.

## Życiorys
Był synem Teodora II Paleologa. Poślubił 26 kwietnia 1411 Joannę (1395–1460), córkę Amadeusza VII, hrabiego Sabaudii. Mieli siedmioro dzieci:
- Jana IV Paleologa (1413–1464), markiza Montferratu 1445–1464.
- Sebastiana Ottona
- Amadeę (1418–1440), żonę Jana II Cypryjskiego.
- Izabellę (ok. 1419–1475), żonę Ludwika I, markiza Saluzzo (zm. 1475).
- Wilhelma VIII Paleologa (1422–1483), markiza Montferratu 1464–1483.
- Bonifacego III Paleologa (1424 – 1494), markiza Montferratu 1483–1494.
- Teodora (1425–1481), kardynała i Protonotariusza apostolskiego.